# Garessio
Garessio là một đô thị tại tỉnh Cuneo trong vùng Piedmont của Italia, vị trí cách khoảng 100 km về phía nam của Torino và khoảng 40 km về phía đông nam của Cuneo. Tại thời điểm ngày 31 tháng 12 năm 2004, đô thị này có dân số 3.505 người và diện tích là 131 km².
Garessio giáp các đô thị: Bardineto, Calizzano, Castelvecchio di Rocca Barbena, Erli, Nasino, Ormea, Pamparato, Priola, Roburent và Viola.

## Cư dân địa phương nổi tiếng
- Giuseppe Penone (sinh năm 1947), nghệ sĩ.
- Giorgetto Giugiaro (sinh năm 1938), nhà thiết kế ô tô.